# Болије (Ардеш)
Болије (фр. Beaulieu) насеље је и општина у источној Француској у региону Рона-Алпи, у департману Ардеш која припада префектури Ларжантјер.
По подацима из 2011. године у општини је живело 462 становника, а густина насељености је износила 18,14 становника/km². Општина се простире на површини од 25,47 km². Налази се на средњој надморској висини од 129 метара (максималној 471 m, а минималној 108 m).

## Демографија
| 1962. | 1968. | 1975. | 1982. | 1990. | 1999. | 2011. |
| ----- | ----- | ----- | ----- | ----- | ----- | ----- |
| 384   | 418   | 417   | 404   | 373   | 400   | 462   |

График промене броја становника у току последњих година